# Montadet
Montadet är en kommun i departementet Gers i regionen Occitanien i sydvästra Frankrike. Kommunen ligger i kantonen Lombez som tillhör arrondissementet Auch. År 2022 hade Montadet 66 invånare.

## Befolkningsutveckling
Antalet invånare i kommunen Montadet
Referens:INSEE